# NGC 3144
NGC 3144 (другие обозначения — NGC 3174, UGC 5519, MCG 12-10-23, ZWG 333.20, ZWG 351.11, PGC 29949) — галактика в созвездии Дракон.
Этот объект занесён в новый общий каталог несколько раз, с обозначениями NGC 3144, NGC 3174.
Этот объект входит в число перечисленных в оригинальной редакции «Нового общего каталога».
В галактике вспыхнула сверхновая SN 2008gx типа II, её пиковая видимая звездная величина составила 16,8.